# Dekanat Bierzgłowo
Dekanat Bierzgłowo – jeden z 24 dekanatów w rzymskokatolickiej diecezji toruńskiej.

## Historia
Dekanat bierzgłowski został utworzony w 1934 przez bpa Stanisława Okoniewskiego z parafii wchodzących wcześniej w skład dekanatów: toruńskiego, chełmżyńskiego i fordońskiego. Należał wtedy do diecezji chełmińskiej. W 1949 został zreorganizowany przez bpa K. J. Kowalskiego; wyłączono z niego 3 parafie a dodano w to miejsce 3 inne parafie. Obecny kształt uzyskał 2 grudnia 2001 po reorganizacji przeprowadzonej przez bpa toruńskiego A. W. Suskiego.

## Parafie
Lista parafii (stan z 12 października 2023):
| Lp | Miejscowość / parafia                                           | Proboszcz / administrator  | Zdjęcie |
| -- | --------------------------------------------------------------- | -------------------------- | ------- |
| 1  | Bierzgłowo parafia Wniebowzięcia NMP                            | ks. kan. Rajmund Ponczek   |         |
| 2  | Biskupice parafia św. Marii Magdaleny                           | ks. Wiktor Ostrowski       |         |
| 3  | Czarnowo parafia św. Marcina                                    | ks. Dariusz Kajzer         |         |
| 4  | Górsk parafia Podwyższenia Krzyża Świętego                      | ks. Stanisław Kuś CSMA     |         |
| 5  | Łążyn parafia św. Walentego                                     | ks. Czesław Grajkowski     |         |
| 6  | Przeczno parafia Podwyższenia Krzyża Świętego                   | ks. Wacław Dokurno         |         |
| 7  | Siemoń parafia Podwyższenia Krzyża Świętego                     | ks. kan. Marek Rengiel     |         |
| 8  | Świerczynki parafia św. Jana Chrzciciela i św. Jana Ewangelisty | ks. Piotr Stefański        |         |
| 9  | Zławieś Wielka parafia św. Stanisława Kostki                    | ks. kan. Wojciech Murawski |         |

## Sąsiednie dekanaty
Bydgoszcz IV (diec. bydgoska), Chełmża, Toruń II, Toruń IV, Unisław Pomorski